# Biomarker
Biomarker für die Medizin oder Biologie sind messbare Parameter biologischer Prozesse, die prognostische oder diagnostische Aussagekraft haben und daher als Indikatoren z. B. für Umweltbelastungen oder Krankheiten herangezogen werden.
In der Geologie versteht man unter Biomarkern bzw. Biosignaturen organische Substanzen, die in Sedimenten enthalten sind und Rückschlüsse auf deren (biologischen) Ursprung erlauben.

## Medizin
Biomarker sind charakteristische biologische Merkmale, die objektiv gemessen werden können und auf einen normalen biologischen oder krankhaften Prozess im Körper hinweisen können. Bei einem Biomarker kann es sich um Zellen, Gene, Genprodukte oder bestimmte Moleküle wie Enzyme oder Hormone handeln. Auch komplexe Organfunktionen oder charakteristische Veränderungen biologischer Strukturen werden als medizinische Biomarker herangezogen.
Es wird unterschieden zwischen den krankheitsbezogenen und den arzneimittelbezogenen Biomarkern.
- Die krankheitsbezogenen Biomarker liefern als sogenannter Risikoindikator oder prädiktiver Biomarker Informationen darüber, ob eine Erkrankung droht, ob die Krankheit bereits besteht (diagnostischer Biomarker) oder wie sich eine Erkrankung im Einzelfall wahrscheinlich entwickeln wird (prognostischer Biomarker).
- Die arzneimittelbezogenen Biomarker zeigen an, ob und wie ein Medikament bei einem ganz bestimmten Patienten wirken und wie dessen Organismus es umsetzen wird. Neben lange bekannten Parametern, wie sie zum Beispiel in einem Blutbild erfasst und objektiv gemessen werden, gibt es in den verschiedenen medizinischen Fachdisziplinen eine Vielzahl neuartiger Biomarker.

Gerade bei chronischen Erkrankungen, zu deren Behandlung der Patient möglicherweise jahrelang Medikamente mit entsprechenden Nebenwirkungen einnehmen muss, ist die sichere Diagnose der Erkrankung essentiell. Hier gewinnen Biomarker mehr und mehr an Bedeutung, denn sie können eine schwierige Diagnose absichern oder sie sogar erst ermöglichen.
Einer Reihe von Erkrankungen wie zum Beispiel bestimmten Krebserkrankungen, der Alzheimer-Erkrankung oder der rheumatoiden Arthritis geht häufig ein frühes, symptomloses Krankheitsstadium voraus. In dieser Phase helfen Biomarker, symptomfreie Risikopersonen rechtzeitig und zuverlässig zu identifizieren.
Um einen Biomarker für die Diagnostik nutzen zu können, muss das Probenmaterial möglichst leicht zugänglich sein. Das kann etwa über eine Blutentnahme durch den Arzt geschehen, eine Urin- oder Speichelprobe oder über einen Tropfen Blut, wie ihn sich jeder Diabetiker für die regelmäßige Blutzucker-Selbstmessung selbst aus der Fingerkuppe entnimmt.
Selbstverständlich muss ein Biomarker evaluiert sein. Das Nachweisverfahren muss genau und einfach durchzuführen sein, wobei die Ergebnisse der verschiedenen Labore nicht oder nur wenig voneinander abweichen dürfen. In unabhängigen Studien muss die Bedeutung des Biomarkers für Diagnostik, Prognose und Risikoeinschätzung der betreffenden Erkrankung belegt sein.

## Ökologie
Wenn Umwelteinflüsse (z. B. Sonnenstrahlung, Wassermangel) oder Fremdstoffe (z. B. Schadstoffe, Krankheitserreger oder Medikamente) in ein biologisches System eindringen, verändern sie den Metabolismus. Diese Änderung wird messbar, indem die Aktivität charakteristischer Substanzen, deren Vorhandensein oder deren Menge bestimmt wird.
Als derart charakteristische Substanzen werden meistens Proteine (z. B. VTG), Kohlenhydrate, Hormone oder Stoffwechselprodukte untersucht. Es kann zwischen integralen und spezifischen Biomarkern unterschieden werden. Integrale Biomarker können eine Vielzahl von Substanzen umfassen. Sie zeigen eher eine Menge von möglichen Abweichungen an. Spezifische Biomarker hingegen sind einzelne Indikatoren für einen konkreten Stoffwechselschritt.
Bei Pflanzen werden Blätter oder Nadeln, oft auch Wurzeln, entnommen, um die Marker extrahieren zu können. Das Thema wird sehr vielfältig beforscht, die Ursprünge finden sich in der Ökotoxikologie.
Bei Fischbeständen wird der Korpulenzfaktor zu deren Charakterisierung und zur Bewertung von Biomarkerantworten herangezogen.

## Geologie

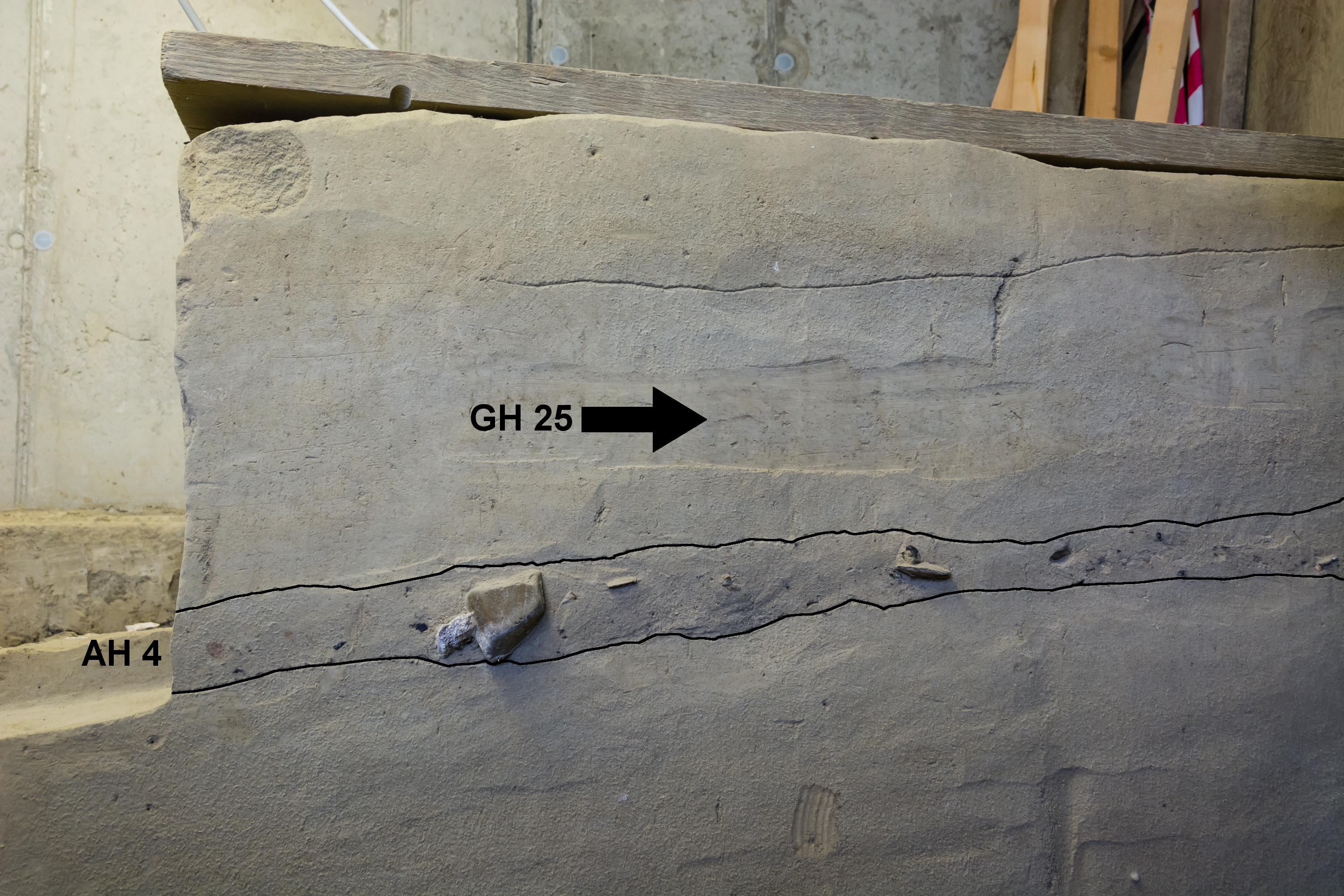
Vermutlich durch Steppenbrände entstandener Biomarker (Pfeil) in einem Lössprofil

In der Geologie und der organischen Geochemie werden aus Sedimenten gewonnene organische Substanzen, die sich auf bestimmte Organismen zurückführen lassen, als Biomarker bezeichnet.
Durch ihren Aufbau bzw. ihrer Zusammensetzung können sie Hinweise auf ihren Ursprung geben, was als Hilfsmittel zur Rekonstruktion von Klimaveränderungen, Organismenvergesellschaftungen als auch des sedimentäre Ablagerungsmilieus in der geologischen Vergangenheit genutzt werden kann.
Geochemische Biomarker sind vor allem Lipide (Kohlenwasserstoffe, Fettsäuren, Sterole, Hopanoide), da diese relativ stabil sind und auch über geologische Zeiträume erhalten bleiben können. Die Art der Substanz kann Aussagen über den Ursprungsorganismus geben (z. B. Algen, Landpflanzen).
So werden z. B. bestimmte Ketone (Alkenone) von bestimmten marinen Algen produziert, langkettige n-Alkane (mit mehr als 25 Kohlenstoffatomen) werden in den Blattwachsen höherer Pflanzen synthetisiert. Weiterhin gibt auch das Auftreten einiger Substanzen, wie beispielsweise Diplopten (bakterieller Marker; Cyanobakterien) Hinweise auf biologische Prozesse zur Zeit der Ablagerung des Sedimentes.
Neben der Struktur wird häufig auch das Verhältnis der stabilen Isotope von vor allem Kohlenstoff und Wasserstoff an diesen Biomarkern gemessen, um Informationen zum Ursprung der Substanz zu erhalten. Die Kohlenstoffisotopie kann z. B. Rückschlüsse auf biologische Prozesse (z. B. Photosynthese), die Wasserstoffisotopie auf klimatische Einflüsse (z. B. Feuchte oder Trockenheit) zur Zeit der Entstehung der Substanzen erlauben.
Wird das Sediment nach seiner Ablagerung durch Einfluss von Temperatur und Druck verändert, werden auch relativ stabile Biomarker verändert. Man kann dann nicht mehr unbedingt auf die biologische Ausgangssubstanz schließen und spricht auch von Geomarkern.

## Astrobiologie
Auch in der Astrobiologie wird der Begriff Biomarker oder auch Biosignatur verwendet. Darunter versteht man Gase wie Sauerstoff (O2), Ozon (O3), Wasser – speziell als Wasserdampf – (H2O), Kohlenstoffmonoxid (CO) und Methan (CH4), die auf biologische Aktivität, z. B. auf einem Exoplaneten, hinweisen könnten.
Mittels Astrospektroskopie können Methoden entwickelt werden, um Biosignaturen extraterrestrischer Ökosysteme zu erforschen. 2012 erprobten Astronomen diese Möglichkeit mit dem VLT und analysierten den Erdschein. Mit zukünftigen astronomischen Instrumenten, wie z. B. dem European Extremely Large Telescope kann diese Methodik zur Erforschung nach Biosignaturen auch auf Exoplaneten und Exomonde angewandt werden.